# معرکه
«معرکه» (به فرانسه: Casse-pipe) رمان ناتمامی از لویی فردینان سلین نویسنده فرانسوی‌ست که اولین بار در سال ۱۹۴۹ توسط فردریک شامبریان منتشر شد. این اثر در سال ۱۳۸۶ به دست سمیه نوروزی به فارسی ترجمه و به وسیله نشر چشمه منتشر شده‌است.

## داستان
سلین رمان معرکه را در ۱۹۳۶ نوشته‌است. داستان هنگام شب و با ورود سربازی جدید به یک هنگ آغاز می‌شود و در سپیده‌دم روز بعد به پایان می‌رسد. در طول شب شاهد بیان عامیانه، خشن و بی‌نزاکت نظامی هستیم. یک فرماندهٔ بددهن و بدقلق که در عین حال سخنانش باعث تفریح افراد است؛ جوخه‌ای که همه با هم، رمز عبور شب را فراموش کرده‌اند و... «سلین» با استعاره‌های تمسخرآمیز خود می‌کوشد تا فضای آکنده از مرگ جبهه را به گونه‌ای نو تصویر کند.